# Lissi na lodzie
Lissi na lodzie, czyli jazda na całego (niem. Lissi und der wilde Kaiser, ang. Lissi and the Wild Emperor, 2007) – niemiecki film animowany w reżyserii Michaela Herbiga. Film opowiada dość komediowo i luźno historię życia Cesarzowej Sissi.

## Obsada
- Michael Herbig − Lissi / Ignaz / Erwin Falthauser
- Christian Tramitz − Franz
- Rick Kavanian − Feldmarszałek / Król Bussi von Bayern / Schwaiger
- Lotte Ledl − Kaiserin Mutter Sybille
- Gerd Knebel − Teufel
- Waldemar Kobus − Yeti
- Henni Nachtsheim − Teufel - Echo
- Monika John − Navigationssystem

## Wersja polska
Wersja polska: na zlecenie SPI International Polska − Sun Studio Polska

Reżyseria i teksty piosenek: Marek Robaczewski

Dialogi polskie: Jan Jakub Wecsile i Maciej Kraszewski

Dźwięk i montaż: Filip Krzemień

W wersji polskiej udział wzięli:
- Kacper Kuszewski − Lissi
- Maciej Stuhr − Franz
- Olaf Lubaszenko − Yeti
- Marzena Trybała − Sybilla
- Krzysztof Kowalewski − Diabeł
- Bohdan Łazuka − Lokaj
- Witold Pyrkosz − Dziadek
- Wojciech Paszkowski − Feldmarszałek
- Krzysztof Stelmaszyk − Bussi
- Joanna Jabłczyńska − Babcia
- Grzegorz Pawlak − Szwagier
- Paweł Burczyk − Ignac

Czytał: Tomasz Knapik